# Чапари
Чапари — река в России, протекает по территории Муезерского района Карелии. Устье реки находится в 26 км по левому берегу реки Рокжозеро. Длина реки — 17 км.
|Высота устья — 142,1 м над уровнем моря, высота истока — 167,7 м над уровнем моря.

## Данные водного реестра
По данным государственного водного реестра России относится к Баренцево-Беломорскому бассейновому округу, водохозяйственный участок реки — Нижний Выг от Выгозерского гидроузла и до устья. Речной бассейн реки — бассейны рек Кольского полуострова и Карелии, впадает в Белое море.
Код объекта в государственном водном реестре — 02020001312102000006338.